# Merci mon chien
Pour plus de détails, voir Fiche technique et Distribution.
Merci mon chien est un film français réalisé par Philippe Galland sorti en 1999.

## Fiche technique
- Titre : Merci mon chien
- Réalisation : Philippe Galland
- Scénario : Philippe Galland et Jean-Pierre Hasson
- Photographie : Stéphane Nigentz-Gumuschian
- Décors : Roseanna Sacco
- Costumes : Valentine Breton des Loys
- Son : Dominique Vieillard
- Musique : Philippe Rouèche
- Montage : Patricia Ardouin
- Production : Alhena Films - C.A.P.A.C. - France 2 Cinéma
- Pays d’origine :  France
- Durée : 90 minutes
- Date de sortie : France - 28 avril 1999

## Distribution
- Atmen Kelif : Amir
- Jean Benguigui : Raph
- Yolande Moreau : Marie-Do
- Olivier Broche : Pierre-Ange
- Catherine Benguigui : Elodie
- Brigitte Boucher : Madame Rolande
- Laurent Olmedo : Jo
- Geno Lechner : Gudrun
- Faiza Kadour : Malika
- Nicky Naudé : le loubard
- Frédéric Quiring : Maître Abitbol